# Kortenberg
Kortenberg és un municipi belga de la província de Brabant Flamenc a la regió de Flandes. Està compost per les seccions de Kortenberg, Erps-Kwerps, Everberg i Meerbeek.

## Fills il·lustres
- Félicien Marceau (1913 - 2012) escriptor, Premi Goncourt de l'any 1969

## Agermanaments
- Parcé
- Blauwgrond